# Alen Smailagić
Alen Smailagić (cyr. Ален Смаилагић; ur. 18 sierpnia 2000 w Belgradzie) – serbski koszykarz, występujący na pozycji silnego skrzydłowego.
W 2019 reprezentował Golden State Warriors podczas rozgrywek letniej ligi NBA w Las Vegas i Sacramento.
4 sierpnia 2021 został zwolniony przez Golden State Warriors.

## Osiągnięcia
Stan na 6 sierpnia 2021, na podstawie, o ile nie zaznaczono inaczej.
Indywidualne
- MVP serbskiej ligi juniorów (2018)

Reprezentacja
- Uczestnik mistrzostw Europy U–16 (2016 – 10. miejsce)